# U 592
U 592 war ein deutsches U-Boot vom Typ VII C der ehemaligen deutschen Kriegsmarine.

## Technische Daten
Die Hamburger Werft Blohm & Voss war vor Kriegsbeginn nicht am U-Bootbauprogramm von Reichs- oder Kriegsmarine beteiligt. Ab 1939 waren die Kapazitäten der Hamburger Werft allerdings mit dem Bau von Unterseebooten ausgelastet. Die effiziente Serienfertigungsweise der Werft sollte planmäßig die jährliche Fertigung von 52 U-Booten vom Typ VII C gewährleisten. Darüber hinaus wurden, in Lizenz der MAN, Dieselmotoren zum Einbau auf Booten dieses Typs gefertigt. Zwei solcher Dieselmotoren der Typ VII C-Boote leisteten bei der Überwasserfahrt eine Geschwindigkeit von 17 Knoten. Ein solches Boot hatte hierbei eine maximale Reichweite von 6500 sm. Unter Wasser kamen üblicherweise die beiden je 375 PS starken Elektromotoren zum Einsatz, die 7,6 Knoten Fahrt gewährleisteten. Am Turm trug U 592 das Wappen seiner Patenstadt Hamburg, Geburtsort des ersten Kommandanten. Daher wählte die Besatzung auch das Hamburger Original Hans Hummel als Motiv für das Bootsemblem von U 592.

## Kommandanten
- 16. Oktober 1941 bis 24. Juli 1943 Carl Borm

Carl Borm wurde am 10. August 1911 in Hamburg geboren und trat 1934 in die Reichsmarine ein.
Bis Kriegsbeginn diente er zunächst als Wachoffizier auf der Scharnhorst, dann kommandierte er – bis April 1941 – Minensucher M60, M111, M75. Im Anschluss an seine U-Bootausbildung und einen U-Bootkommandantenlehrgang übernahm er im Oktober 1941 das Kommando auf U 592.
- 2. September 1943 bis 31. Januar 1944 Heinz Jaschke

Von Juli bis September 1943 lag das Boot in Saint-Nazaire in der Werft und hatte keinen Kommandanten. Am 2. September übernahm der Erste Wachoffizier Jaschke das Kommando. Heinz Jaschke war bei Kriegsbeginn in die Kriegsmarine eingetreten. Bei Indienststellung des Bootes diente er als Zweiter, ab Januar 1943 als Erster Wachoffizier auf U 592. Einen Tag bevor er das Kommando auf diesem Boot übernahm, war Heinz Jaschke zum Oberleutnant zur See befördert worden.

## Einsatz und Geschichte
Das Boot absolvierte von Bergen und von Narvik aus sechs Unternehmungen im Nordmeer und der Barentssee, bis es im Frühling 1943 nach Nordfrankreich verlegt wurde.

### „Arzt vom Dienst“
Am 29. Mai 1943 lief U 592 vom nord-französischen Saint-Nazaire, dem Stützpunkt der 6. U-Flottille, zu seiner ersten Unternehmung in südliche Gewässer aus. Das Boot sollte vor der südamerikanischen Küste patrouillieren und hatte einen Arzt an Bord. Als Kommandant Otto von U 449 Mitte Juni nach einem Gefecht mit einem britischen Flugzeug mehrere Verwundete meldete, und nach medizinischer Versorgung nachfragte, wies der Befehlshaber der U-Boote, Karl Dönitz, U 592 an, sich mit U 449 im Nordatlantik zu treffen. Zur Aufmunterung seiner Mannschaft, die sich nach mehreren Unternehmungen in arktischen Gewässern auf den Einsatz in südlicheren Gefilden gefreut hatte, ließ Kommandant Borm den „Hummel“ am Turm von U 592 mit einem Roten Kreuz übermalen und den Spruch „Arzt vom Dienst Nordatlantik Sprechstunde tags u. nachts bis Seegang 5“ hinzufügen. Bevor es ihm jedoch gelang, U 449 zu finden, war dieses bereits mit U 119 zusammengetroffen, das ebenfalls einen Arzt an Bord hatte, und bedurfte keiner weiteren Versorgung mehr. U 592 wurde nun angewiesen, seine Unternehmung im Nordatlantik fortzuführen, und kehrte am 14. Juli nach Saint-Nazaire zurück.

### Untergang

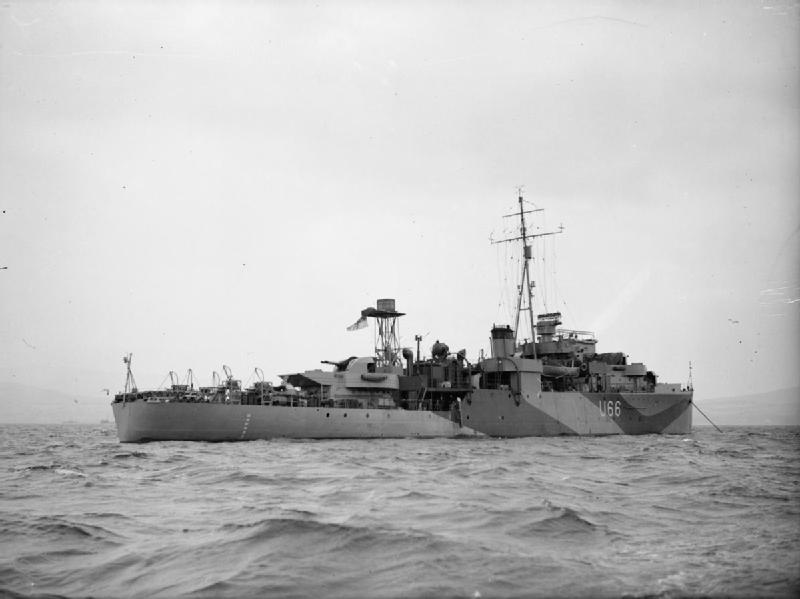
Die Starling, ein erfahrener U-Bootjäger

Zu seiner letzten Unternehmung brach das U-Boot am 10. Januar 1944 auf. Als Operationsgebiet von U 592 war der Nordatlantik, insbesondere das Seegebiet westlich von Irland vorgesehen. Der britische Nachrichtendienst hatte im Frühjahr 1944 ermittelt, dass sich eine deutsche U-Bootgruppe in diesen Gewässern aufhielt, um zwei Geleitzüge anzugreifen. Flugzeuge der Geleitträger Nairana und Activity patrouillierten dementsprechend das Seegebiet und eine Gruppe britischer Kriegsschiffe suchten die deutschen U-Boote mit ASDIC unterhalb der Wasseroberfläche. Während Kommandant Jaschke versuchte, zum Angriff auf den Geleitflugzeugträger Nairana eine günstige Position zu erreichen, wurde U 592 am 31. Januar 1944 um 10.15 Uhr von der britischen Sloop Wild Goose geortet. Das Boot wurde anschließend von der erfahrenen Besatzung der Starling unter dem Kommando von Frederic John Walker durch Wasserbombenangriff versenkt. Nach einer Serie von 14 Wasserbomben wurde eine gewaltige unterseeische Detonation erfasst und Öl und Leichenteile trieben auf. Anhand aufgefischter Papiere konnte das versenkte U-Boot sicher als U 592 identifiziert werden.